# Lajos Bíró (scriitor)
Lajos Bíró (AFI: [ˈlɒjoʒ ˈbiːroː]; născut Lajos Blau; n. 22 august 1880, Oradea, Austro-Ungaria – d. 9 septembrie 1948, Londra, Anglia, Regatul Unit) a fost un romancier, dramaturg și scenarist maghiar care a scris multe filme de la începutul anilor 1920 până la sfârșitul anilor 1940. S-a născut la Nagyvárad, Austro-Ungaria (acum Oradea, România) și, în cele din urmă, s-a mutat în Regatul Unit, unde a lucrat ca scenarist șef la compania London Film Productions care era condusă de Alexander Korda. Aici a colaborat la mai multe scenarii cu Arthur Wimperis.
A murit la Londra, la 9 septembrie 1948, în urma unui atac de cord. El este înmormântat în secțiunea de nord a Cimitirului Hampstead din nordul Londrei. 
În 1929, a fost nominalizat la Premiul Oscar pentru cea mai bună scriere originală pentru The Last Command, dar a pierdut în fața lui Ben Hecht pentru Declasații (Underworld), singura altă nominalizare din această categorie.

## Romane
- A bazini zsidók (Evreii din bazin; 1921).

## Teatru
- Șase piese Zei și Regi[8]

## Filmografie parțială
Ca scenarist
- The Prince and the Pauper (1920)
- A Vanished World (1922)
- The House of Molitor (1922)
- Tragedy in the House of Habsburg (1924)
- Forbidden Paradise (1924) (piesă)
- Eve's Secret (1925)
- A Modern Dubarry (1927)
- The Heart Thief (1927)
- The Way of All Flesh (1927)
- The Last Command (1928) (poveste)
- Yellow Lily (1928)
- Night Watch (1928)
- The Haunted House (1928)
- Women Everywhere (1930)
- Michael and Mary (1931)
- Service for Ladies (1932)
- The Golden Anchor (1932)
- The Faithful Heart (1932)
- Strange Evidence (1933)
- The Private Life of Henry VIII (1933)
- Catherine the Great (1934) (piesă)
- The Private Life of Don Juan (1934)
- The Scarlet Pimpernel (1934)
- Sanders of the River (1935)
- The Ghost Goes West (1935)
- Rembrandt (1936)
- The Man Who Could Work Miracles (1936)
- Dark Journey (1937)
- Knight Without Armour (1937)
- The Divorce of Lady X (1938)
- The Drum (1938)
- The Four Feathers (1939)
- The Thief of Bagdad (1940)
- Five Graves to Cairo (1943) (piesă)
- A Royal Scandal (1945) (piesă)
- An Ideal Husband (1947)